# August Heisenberg
August Heisenberg, född 13 november 1869, död 22 november 1930, var en tysk filolog. Han var far till Werner Heisenberg.
Heisenberg blev 1909 professor vid universitetet i München och utgivare av den av Karl Krumbacher grundade Byzantinische Zeitschrift. Till stor del tack vare Heisenbergs entusiasm, energi och skickliga ledning var länge Mittel- und Neugriechisches Seminar i München med Bysantinische Zeitschrift medelpunkten för den av Krumbacher nyuppväckta bysantinska filologin. Heisenbergs eget, vetenskapliga arbete var värderikt och mångsidigt, såväl inom det bysantinska som det nygrekiska området. Utom hans flitiga medarbetarskap som kritiker i sin tidskrift, bör framhållas nya utgåvor av flera bysantinska författares arbeten, liksom betydande bidrag till den bysantinska konst- och kulturhistorien.